# Henlopen Acres
Henlopen Acres é uma vila localizada no estado americano de Delaware, no condado de Sussex.

## Geografia
De acordo com o United States Census Bureau, a vila tem uma área de 0,7 km², onde todos os 0,7 km² estão cobertos por terra.

### Localidades na vizinhança
O diagrama seguinte representa as localidades num raio de 24 km ao redor de Henlopen Acres.

## Demografia
Segundo o censo nacional de 2010, a sua população é de 122 habitantes e sua densidade populacional é de 181,2 hab/km². Possui 195 residências, que resulta em uma densidade de 289,6 residências/km².